# La Ville Louvre
Pour plus de détails, voir Fiche technique et Distribution.
La Ville Louvre est un film français réalisé par Nicolas Philibert et sorti en 1990.

## Synopsis
Les différents travaux nocturnes du personnel affecté au Musée du Louvre, « où se mêlent le quotidien et l’exceptionnel, le prosaïque et le sublime, la cocasserie et le rêve. La découverte d’une véritable ville dans la ville ».

## Fiche technique
- Titre : La Ville Louvre
- Réalisation : Nicolas Philibert
- Scénario : Nicolas Philibert
- Photographie : Frédéric Labourasse
- Son : Jean Umansky
- Musique : Philippe Hersant
- Montage : Marie-Hélène Quinton
- Production : Les Films d'ici
- Distribution : Les Films du Losange
- Pays :  France
- Genre : documentaire
- Durée : 85 minutes
- Date de sortie : France - 21 novembre 1990

## Distinctions
- Prix Europa du meilleur documentaire 1990
- Prix intermédia du Festival Cinéma du réel 1990[2]

## À propos du film
Pour Jean-Michel Frodon, La Ville Louvre « n'est pas un documentaire sur le Musée du Louvre (...) C'est un film fantastique, une comédie musicale, un pamphlet politique, un film d'action, une comédie et pas mal d'autres choses encore... ».